# Anthony Christiaan Winand Staring

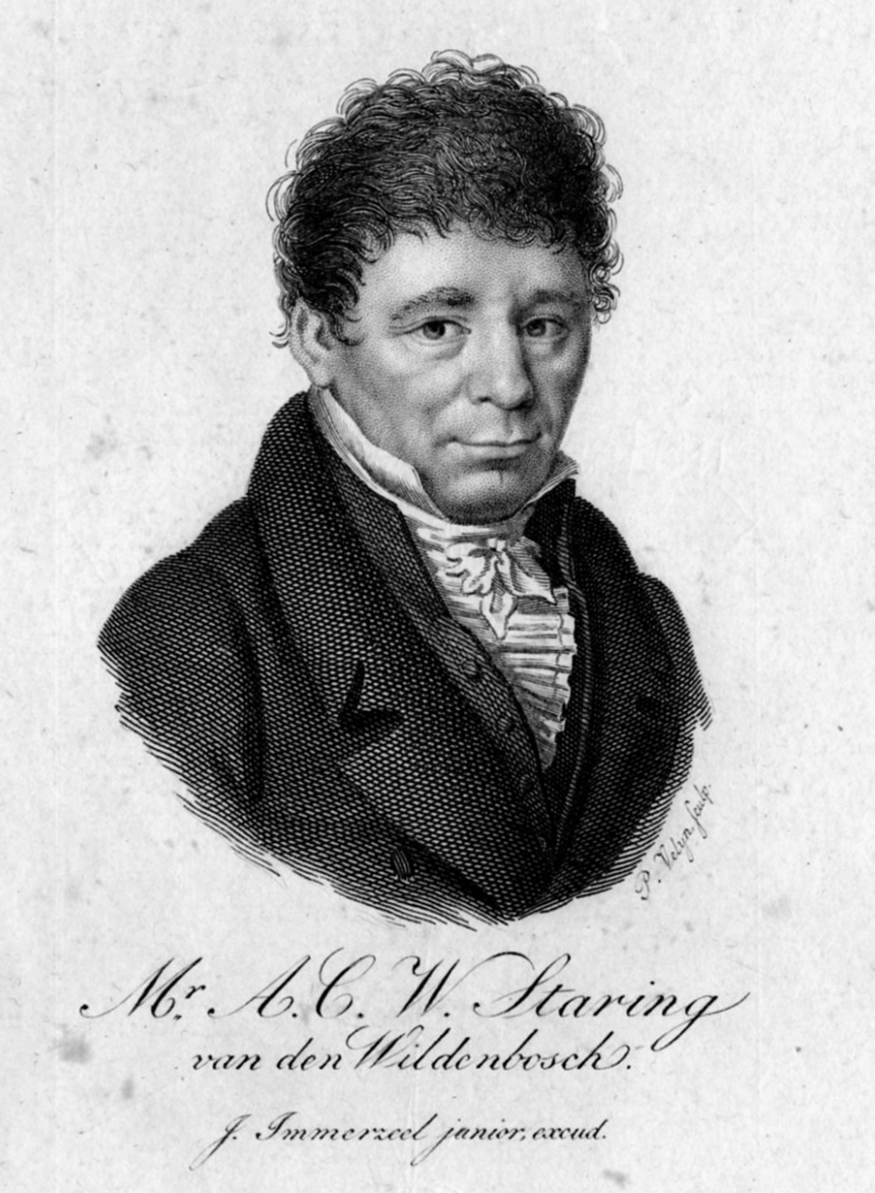
Anthony Christiaan Winand Staring

Anthony Christiaan Winand Staring, född 24 januari 1767 i Gendringen, död 18 augusti 1840 på sitt gods Wildenborch vid Zutphen, var en nederländsk skald.
Staring skrev fyra smärre samlingar dikter (utgivna tillsammans 1837: sjunde upplagan 1898 med inledning av Nicolaas Beets) och prosaarbetena Schetsen (1816) och Kleine verhalen (1837). Hans verk utmärks av ursprunglig, inhemskt betonad humor och känsla.